# Chachani
De Chachani is een vulkaan in Peru, gelegen op 22 kilometer ten noorden van de stad Arequipa. De naam betekent "rok" in het Quechua.

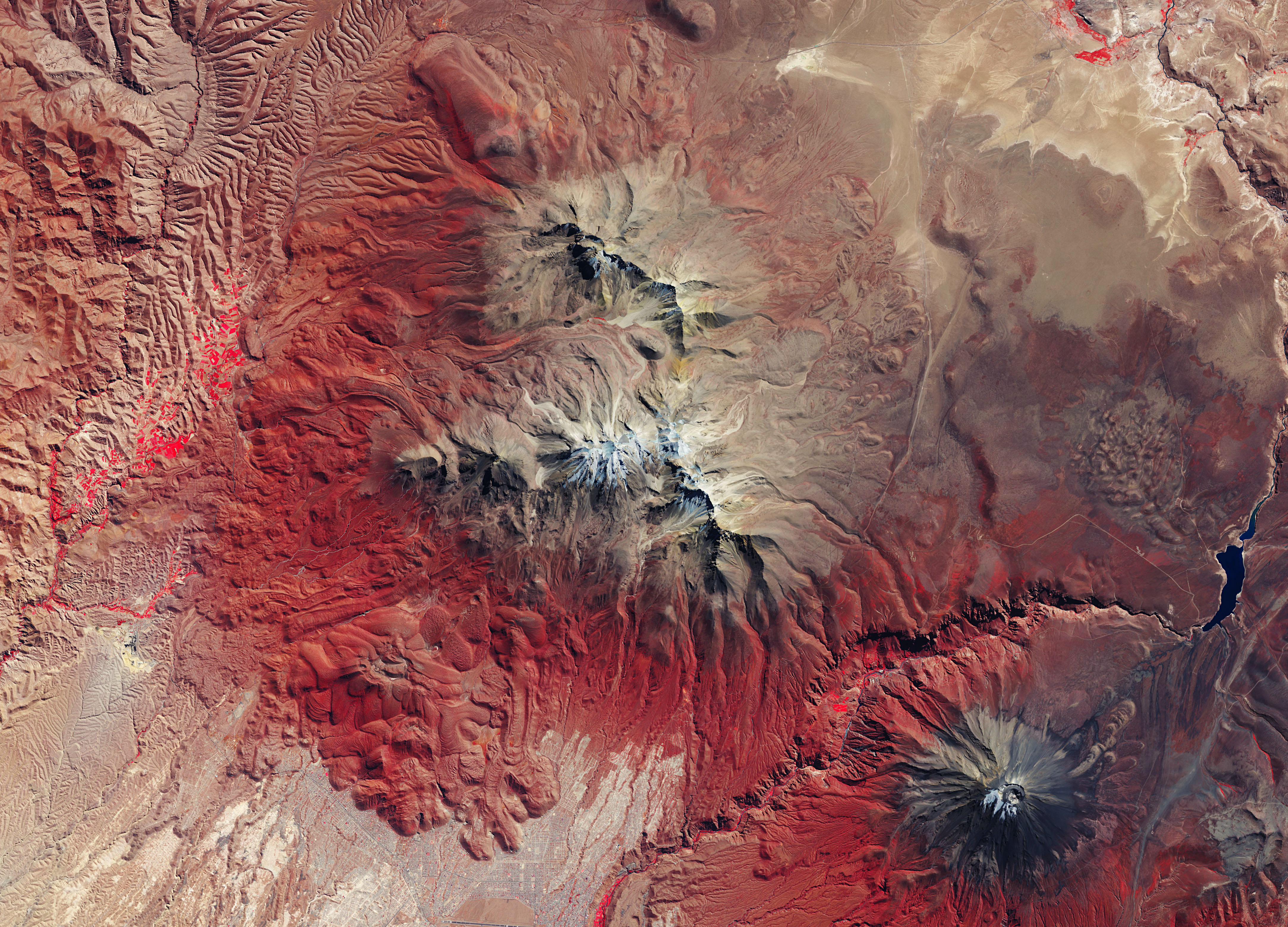
De Chachani in het midden, de Misti rechtsonder, en het stuwmeer Aguada Blanca rechts in het midden, 14 juli 2017 (Copernicus Sentinel-2)

De berg is 6.057 meter hoog en redelijk eenvoudig te beklimmen. Dat maakt hem zeer geliefd bij toeristen en veel reisbureaus in Arequipa organiseren dan ook excursies hierheen. Veelal worden toeristen met een auto naar een basiskamp op 5000 meter gebracht om een nacht door te brengen en zo wat te kunnen acclimatiseren alvorens de trektocht aan te vangen.